# Parc d'État des Florida Caverns
Le parc d'État de Florida Caverns (anglais : Florida Caverns State Park) est une réserve naturelle située dans l'État de Floride, au sud-est des États-Unis, dans le comté de Jackson. Le parc a ouvert ses portes en 1942.

## Description
Le parc abrite les seules grottes accessible à l'air libre aux touristes en Floride. Les cavernes de calcaire, rares dans la région, se sont formées au fil du temps, l'eau s'est infiltrée et a dissous la roche entraînant la formation des stalagmites et des stalactites. Le même phénomène se produit dans de nombreux autres endroits de Floride, que les années passent, les fissures peuvent se transformer en trous et les trous en grottes. Cependant, la grande majorité des eaux souterraines des formations de l'érosion de la Floride se sont arrêtées au stade de la doline et ne se sont pas développées davantage.
Le parc et le terrain de golf voisin ont été initialement construits dans le cadre du New Deal.

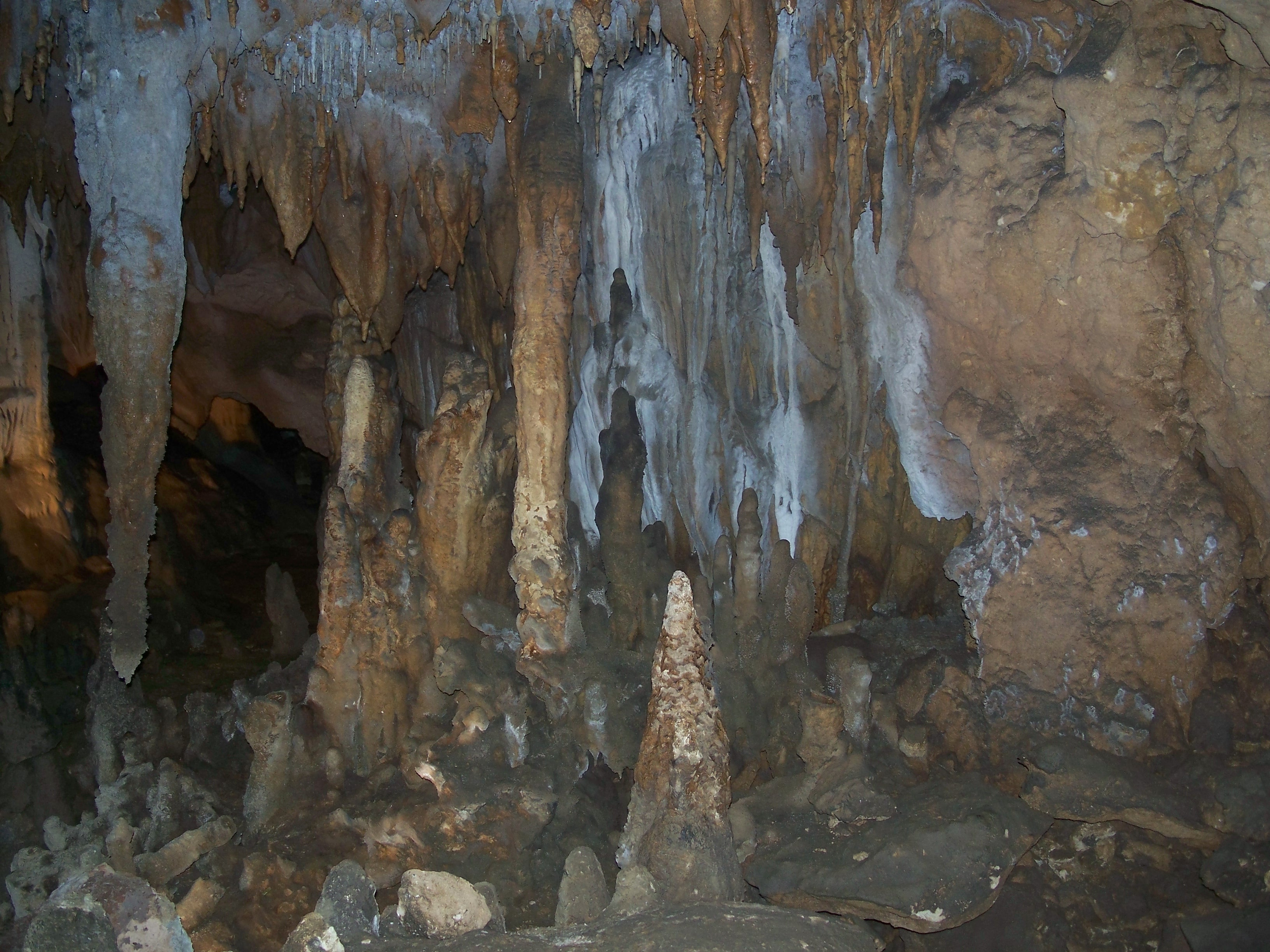
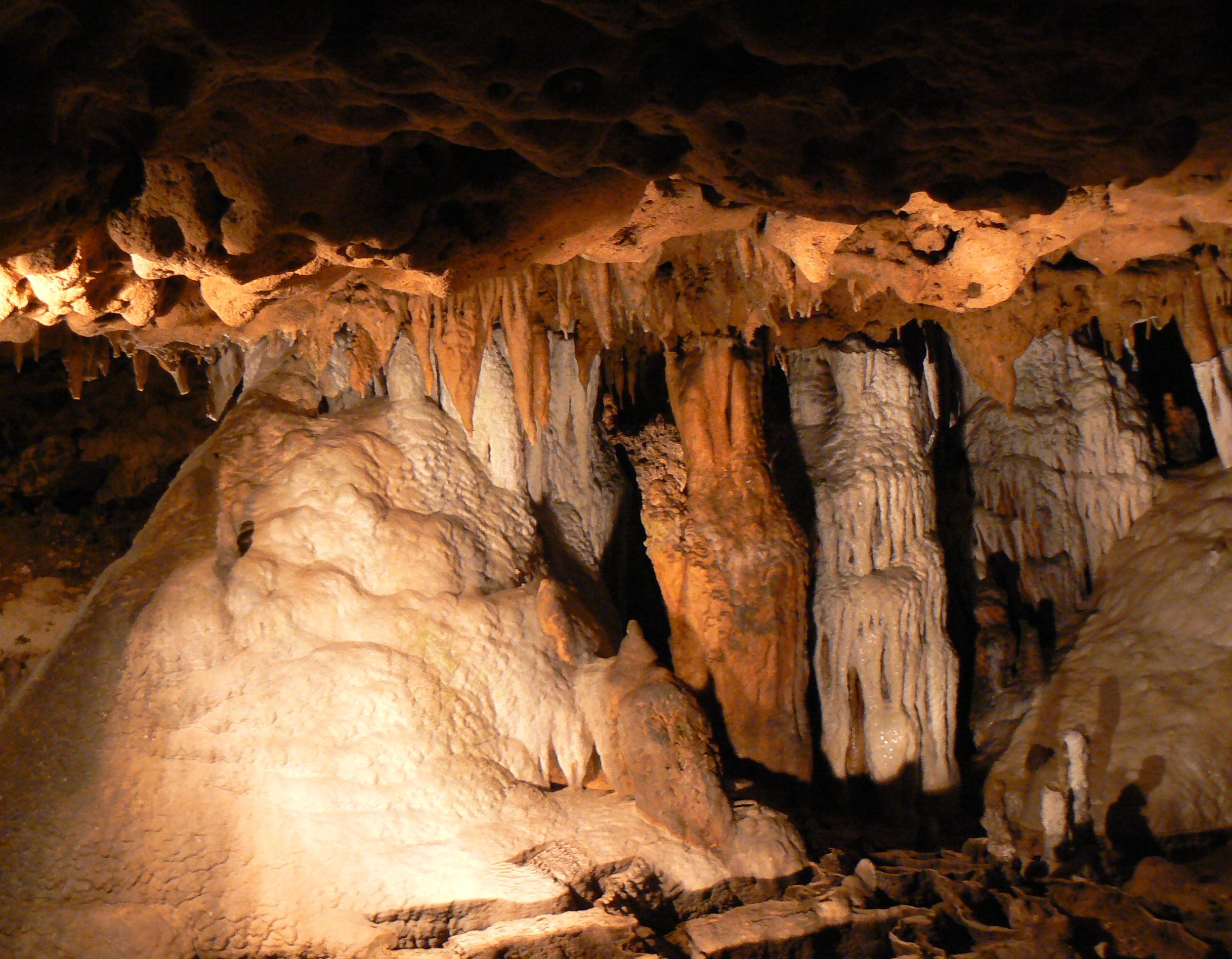
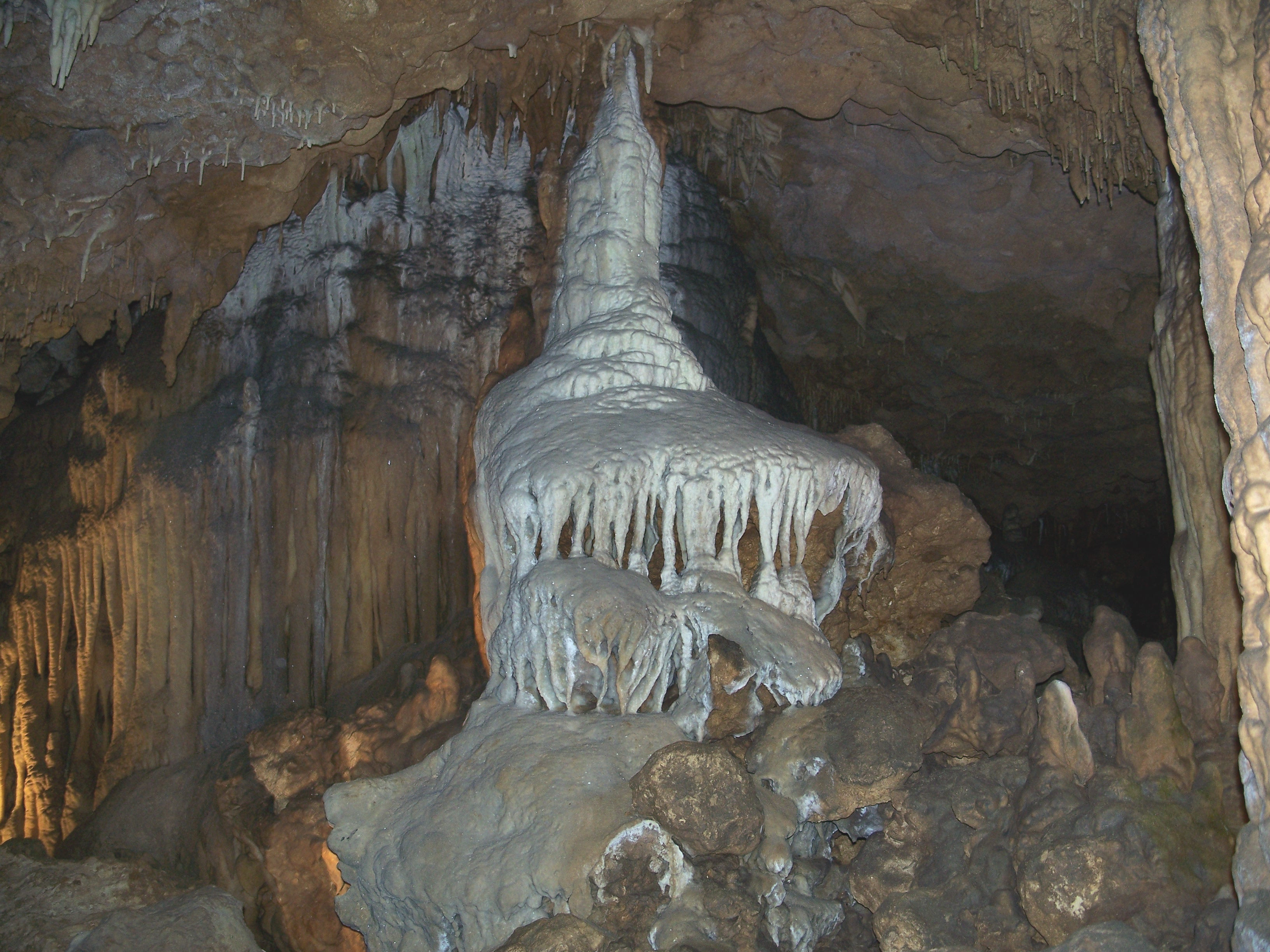

## Activités
Le parc propose de nombreuses activités de plein air dont le cyclisme, le canoé, la pêche, l'ornithologie, la randonnée pédestre et équestre, la natation. Des visites guidées d'une durée de 30 à 40 minutes ont lieu sur place de 9 h à 16 h.